# Gottinga
Gottinga (AFI: /ɡotˈtinɡa/; in tedesco Göttingen, [ˈɡœtɪŋən] , in basso tedesco Chöttingen) è una città di 116 557 abitanti della Bassa Sassonia, in Germania.
È capoluogo del circondario omonimo e fa parte della Regione metropolitana di Hannover-Braunschweig-Gottinga-Wolfsburg.

## Geografia fisica
La città di Gottinga sorge nella piana attraversata dal Leine. Gottinga è localizzata nella piana fra le alture dello Harz (distante circa 60 km a nord-est) e del Solling (distante circa 34 km a sud-ovest).
A sud della città si trova il lago Kiessee.

## Storia

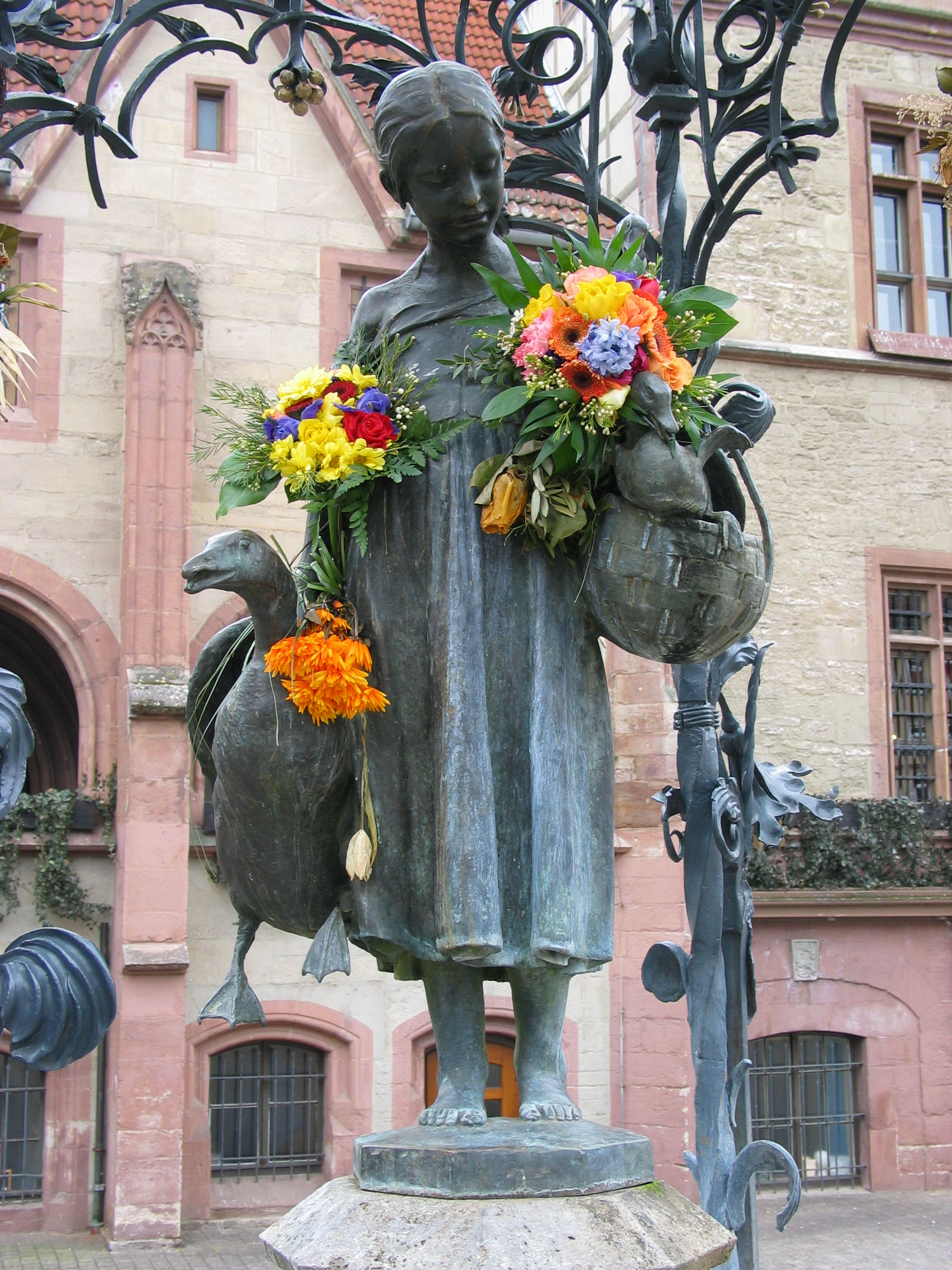
Il simbolo di Gottinga, la statua della Gänseliesel, davanti al Vecchio Municipio

Gottinga fu fondata nel X secolo. Viene menzionato per la prima volta nel 953 con il nome di Gutingi in un documento dell'imperatore Ottone I.

### Palazzo imperiale di Grona
All'inizio l'insediamento di Gutingi era oscurato dal Kaiserpfalz di Grona, storicamente documentata dal 915 come una fortezza di nuova costruzione, situata di fronte a Gottinga su una collina a ovest del fiume Leine. In seguito fu utilizzato come palazzo imperiale ottoniano, con 18 visite di re e imperatori documentate tra il 941 e il 1025. L'ultimo imperatore a utilizzare la fortezza di Grona fu Enrico II. Fece anche costruire una chiesa nella vicina Gottinga, dedicata a Sant'Albano. L'attuale edificio ecclesiastico su questo sito, la chiesa di Sant'Albani, fu costruito nel 1423.
La fortezza perse la sua funzione di palazzo alla morte di Enrico II nel 1025, dopo che questi vi si era ritirato per motivi di salute. In seguito fu utilizzato dai signori di Gronau. La fortezza fu distrutta dai cittadini di Gottinga tra il 1323 e il 1329 e infine rasa al suolo nel 1387 dal duca Ottone I nelle sue dispute con la città.

### Da città indipendente a università
Tra il 1150 e il 1200, la città di Gottinga fu fondata a nord-ovest del villaggio di Gutingi, da cui prese il nome. La data esatta non è nota con certezza. Il fondatore fu probabilmente Enrico il Leone, duca di Sassonia e Baviera. All'inizio del XIII secolo, Gottinga possedeva già i diritti di una città. L'ex villaggio, d'ora in poi chiamato "Città Vecchia", è stato infine completamente integrato nella nuova città. Tra il 1351 e il 1572 la città fece parte della Lega Anseatica. Dal 1584 Gottinga apparteneva al principato di Brunswick-Wolfenbüttel, dal 1635 al principato di Calenberg e nel 1692, infine, al principato elettorale di Hannover.
Nel 1734 fu fondata l'Università di Gottinga, ufficialmente denominata "Georg-August-Universität Göttingen".
Durante le guerre napoleoniche, Gottinga passò per breve tempo sotto il controllo prussiano nel 1806 e nel 1807 nel regno napoleonico di Vestfalia. Questi accordi territoriali furono annullati dopo la sconfitta di Napoleone  e nel 1813 tornò al dominio di Hannover, elevato a regno nel 1814. Nel 1854 Gottinga fu raggiunta dalla rete ferroviaria. Nel 1866, dopo la sconfitta dell'Austria e del suo alleato Hannover per mano della Prussia nella Guerra austro-prussiana, Gottinga divenne un possedimento prussiano all'interno della provincia di Hannover e dal 1871 fa parte della Germania unificata.
Nel 1833 i fisici Carl Friedrich Gauss e Wilhelm Eduard Weber costruiscono il primo telegrafo elettrico, lungo 1 km, per collegare l'Osservatorio e l'istituto di Fisica.

### Epoca moderna
Durante il Terzo Reich, nei pressi della città si trovava un campo di concentramento per giovani (Jugendkonzentrationslager Moringen). Il 9 novembre 1938, la sinagoga di Gottinga fu distrutta durante gli eventi della Notte dei Cristalli, come in tutta la Germania. Molti membri della comunità ebraica della città morirono nei campi di concentramento nazisti.
Durante la Seconda guerra mondiale, Gottinga non fu molto colpita dai bombardamenti britannici e americani che distrussero molte altre città tedesche, anche se l'1% della città fu distrutto. Dal luglio 1944 in poi, i raid aerei cominciarono a farsi sentire più pesantemente, ma questi colpirono soprattutto l'area intorno alla stazione ferroviaria e gli impianti ferroviari. La parte storica della città è rimasta in gran parte intatta. Il 1º gennaio 1945 ebbe luogo il più pesante bombardamento della città, che causò 39 morti e la distruzione di parte delle installazioni ferroviarie. La città fu liberata dalle truppe americane l'8 aprile 1945, dopo che le unità della Wehrmacht nella zona si erano ritirate senza combattere.
La sede berlinese della Deutsche Reichsbahn era stata distrutta durante i bombardamenti alleati dell'ultimo anno di guerra e fu trasferita a Gottinga nel 1945. A quel punto la città era già nella zona di occupazione britannica. Intorno al 1950, con la creazione della nuova Deutsche Bundesbahn della Germania occidentale, la sede centrale fu trasferita a Minden.
A causa dei pochi bombardamenti subiti, molti edifici storici sono stati conservati, offrendo alloggi attraenti con molti negozi, caffè e bar. Di conseguenza, molti studenti dell'Università di Gottinga vivono nel centro storico e danno a Gottinga un'immagine notevolmente dinamica. Nel 2003 il 45% della popolazione del centro città aveva un'età compresa tra i 18 e i 30 anni.

## Monumenti e luoghi d'interesse

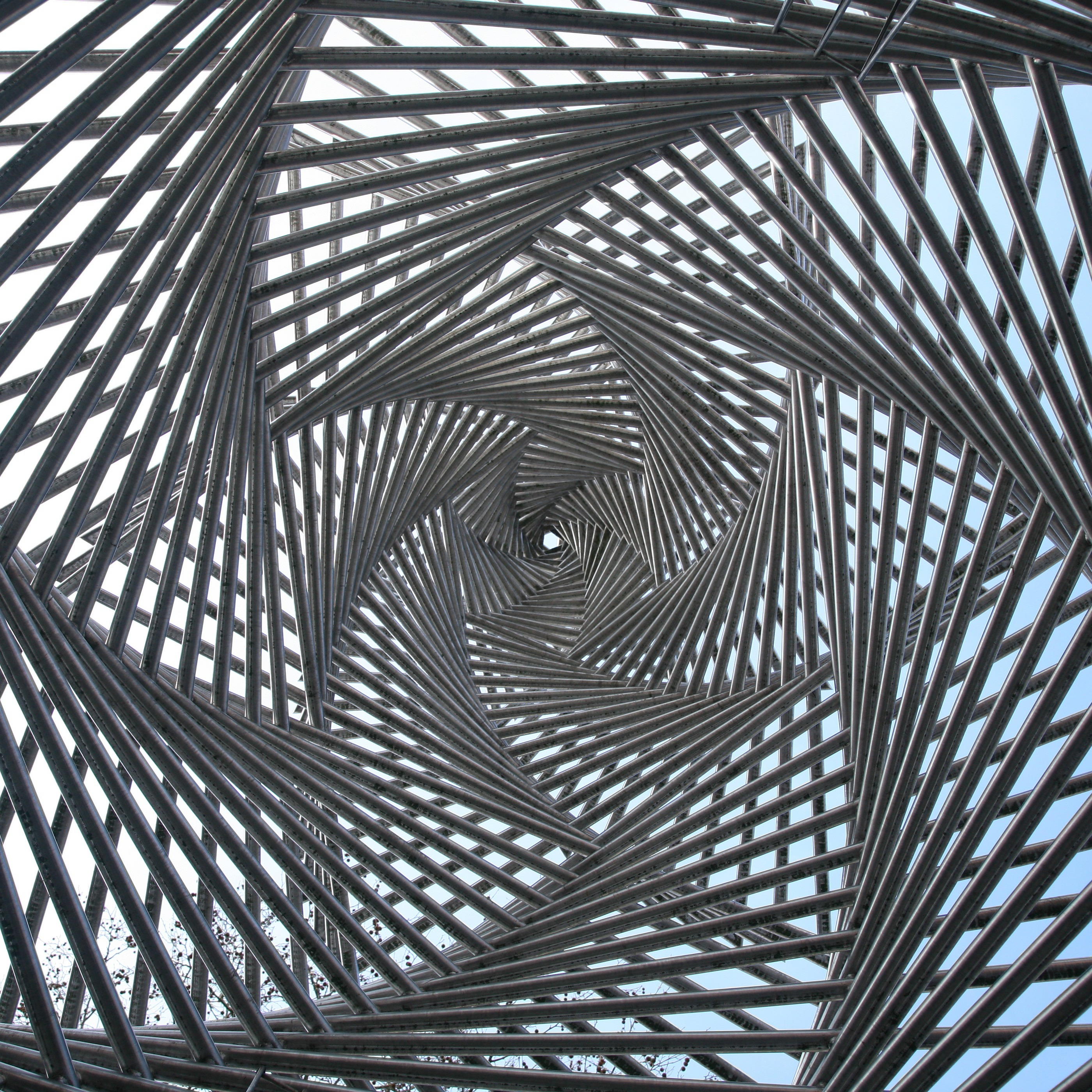
Monumento commemorativo della Notte dei cristalli, opera dell'artista Corrado Cagli, realizzata componendo centinaia di stelle di David, che insieme assumono quasi la forma di una fiamma. È stato realizzato dal 1970 al 1973 sul sito della sinagoga distrutta durante la tragica notte.

A Gottinga sorge il monumento commemorativo della Notte dei cristalli, il pogrom condotto dai nazisti nella notte tra il 9 e 10 novembre 1938 in Germania, Austria e Cecoslovacchia. Il monumento è opera dell'artista Corrado Cagli, che lo realizzò componendo centinaia di stelle di David.

## Cultura

### Università

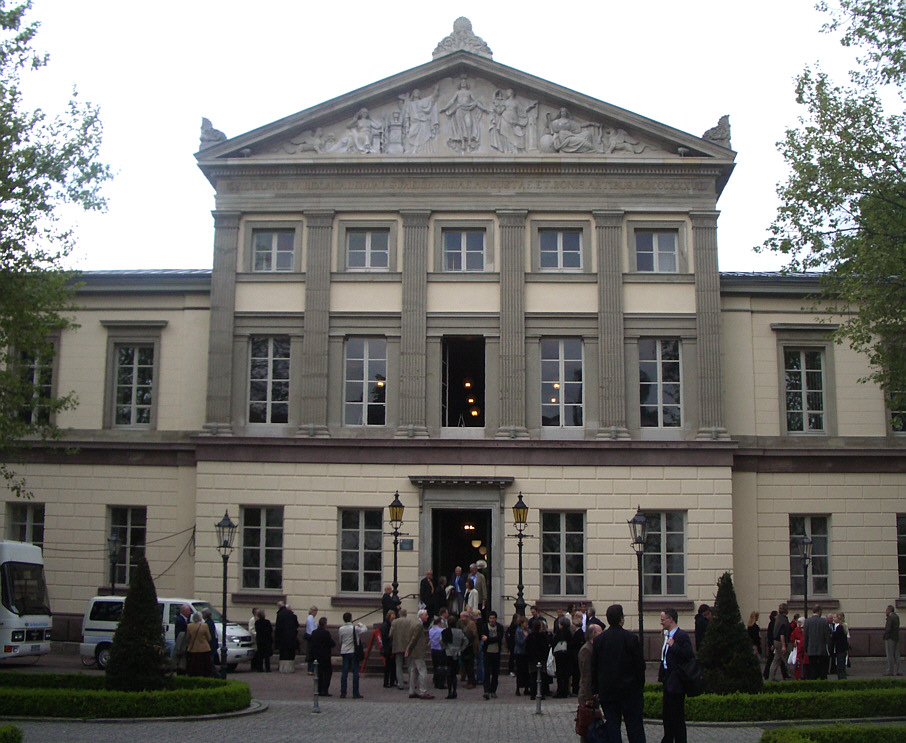
Akademische Orchestervereinigung Göttingen, la Società orchestrale accademica di Gottinga

Oggi Gottinga è famosa per la sua università, l'Università Georg-August di Gottinga, fondata nel 1737 e tuttora una delle più frequentate università d'Europa. Nel 1837 sette professori protestarono contro la Monarchia assoluta degli Hannover; gli insegnanti persero il loro lavoro ma vennero in seguito ricordati per sempre come i Sette di Gottinga. A Gottinga hanno studiato molte celebrità: i Fratelli Grimm, Heinrich Ewald, Wilhelm Weber, Robert Bunsen, Georg Gervinus e il cancelliere Otto von Bismarck. In tempi più recenti anche Jürgen Habermas e Gerhard Schröder sono stati studenti dell'università di Gottinga.
Karl Barth ha avuto il suo primo incarico da professore qui e inoltre molti famosi matematici, quali Carl Friedrich Gauss, Bernhard Riemann, Hermann Minkowski, David Hilbert e Emmy Noether sono stati professori qui, oltre al fisico Friedrich Hund. Il filosofo Edmund Husserl insegnò dal 1901 al 1916. A Gottinga morì Max Planck.
Dall'università dipendono l'Osservatorio astronomico di Gottinga e l'Orto botanico di Gottinga.
Come molte altre città universitarie, anche Gottinga ha sviluppato un proprio folklore e dei rituali tipici. Il giorno del conseguimento del dottorato di ricerca ad esempio, i neo-Doktoren vengono trainati dai loro docenti di riferimento su appositi carri allegorici dall'aula magna alla fontana della Gänseliesel, di fronte al vecchio municipio. Qui, indossato un cappello allegorico che simboleggia la vita e gli studi del neo-Doktor, devono arrampicarsi sulla fontana, lasciare un bouquet di fiori, e baciare la statua della Gänseliesel (la Lisetta delle oche). Questa pratica è proibita per legge, ma la legge non è mai stata fatta rispettare. È considerata la ragazza più baciata al mondo.
Oltre all'università, a Gottinga ha sede l'Akademie der Wissenschaften zu Göttingen (Accademia delle scienze).

### Musica
A Gottinga ha sede l'Akademische Orchestervereinigung Göttingen (AOV, Società orchestrale accademica), un'orchestra di soli volontari che esegue quattro concerti all'anno per il pubblico locale, diretta da Thomas-Michael Gribow. Organizzato dalla Göttinger Händel-Gesellschaft dal 1920, l'annuale Händel Festival, dedicato al compositore Händel e alla musica barocca, è il più antico festival attivo nel suo genere. La manifestazione vede la partecipazione di musicisti di fama internazionale.

## Religione
In origine, l'area di Gottinga apparteneva alla diocesi di Magonza. Nel 1528 gli insegnamenti del riformatore Martin Lutero divennero popolari in città e nel 1529 un sermone protestante fu ascoltato per la prima volta nella chiesa di San Pietro e Paolo (Paulinerkirche). Da allora, Gottinga è stata una città quasi esclusivamente protestante per diversi secoli. Oggi l'area di Gottinga fa parte della Chiesa di Stato luterana di Hannover. Oltre ai luterani ci sono diverse congregazioni protestanti indipendenti, i cosiddetti Freikirchen.
A partire dal 1746, le messe cattoliche furono nuovamente organizzate per gli studenti e, l'anno successivo, per tutti gli abitanti della città interessati a questa confessione. Ma solo nel 1787 fu costruita la prima chiesa cattolica dopo la Riforma, chiesa intitolata a san Michele. Una seconda chiesa cattolica, dedicata a San Paolo, fu costruita nel 1929. Oltre alle denominazioni luterana e cattolica, ci sono diverse chiese indipendenti, come i battisti (fondati nel 1894), i mennoniti (fondati nel 1946) e altre.
Esistono testimonianze di una sinagoga risalente al XVI secolo che, come molte altre in Germania, fu distrutta il 9 novembre 1938 da simpatizzanti nazionalsocialisti, La sinagoga soffrì sotto i nazionalsocialisti e molti dei suoi membri furono uccisi nei campi di concentramento. Il culto ebraico a Gottinga è stato recentemente ristabilito con vigore da immigrati provenienti dall'ex Unione Sovietica.
Il culto musulmano si è affermato a Gottinga, come in molte altre città tedesche, grazie all'immigrazione di lavoratori turchi negli anni Settanta. Essi costituiscono il gruppo più numeroso di musulmani a Gottinga. Ci sono anche musulmani arabi, nativi o provenienti dal Pakistan e dall'India. Nel quartiere di Grone si trova una moschea.

## Gottinga in musica
A Gottinga è dedicato il brano musicale Göttingen, un classico della chanson française, reso celebre dalla cantante Barbara (al secolo Monique Serf) e successivamente reinterpretato da molte cantanti fra cui Carla Bruni e Lara Fabian.
La cantante Patricia Kaas cita le rose di Göttingen, già citate anche nel brano di Barbara, nella canzone D'Allemagne.

## Amministrazione

### Ex comuni incorporati
Il 1º aprile 1963 ha incorporato il territorio del dissolto comune di Herberhausen.
Il 4 luglio 1964 ha incorporato il territorio dei dissolti comuni di Geismar, Grone, Nikolausberg e Weende.
Il 1º gennaio 1973 ha incorporato il territorio dei dissolti comuni di Deppoldshausen, Elliehausen, Esebeck, Groß Ellershausen, Hetjershausen, Holtensen, Knutbühren e Roringen.

### Gemellaggi
- Suresnes

## Galleria d'immagini

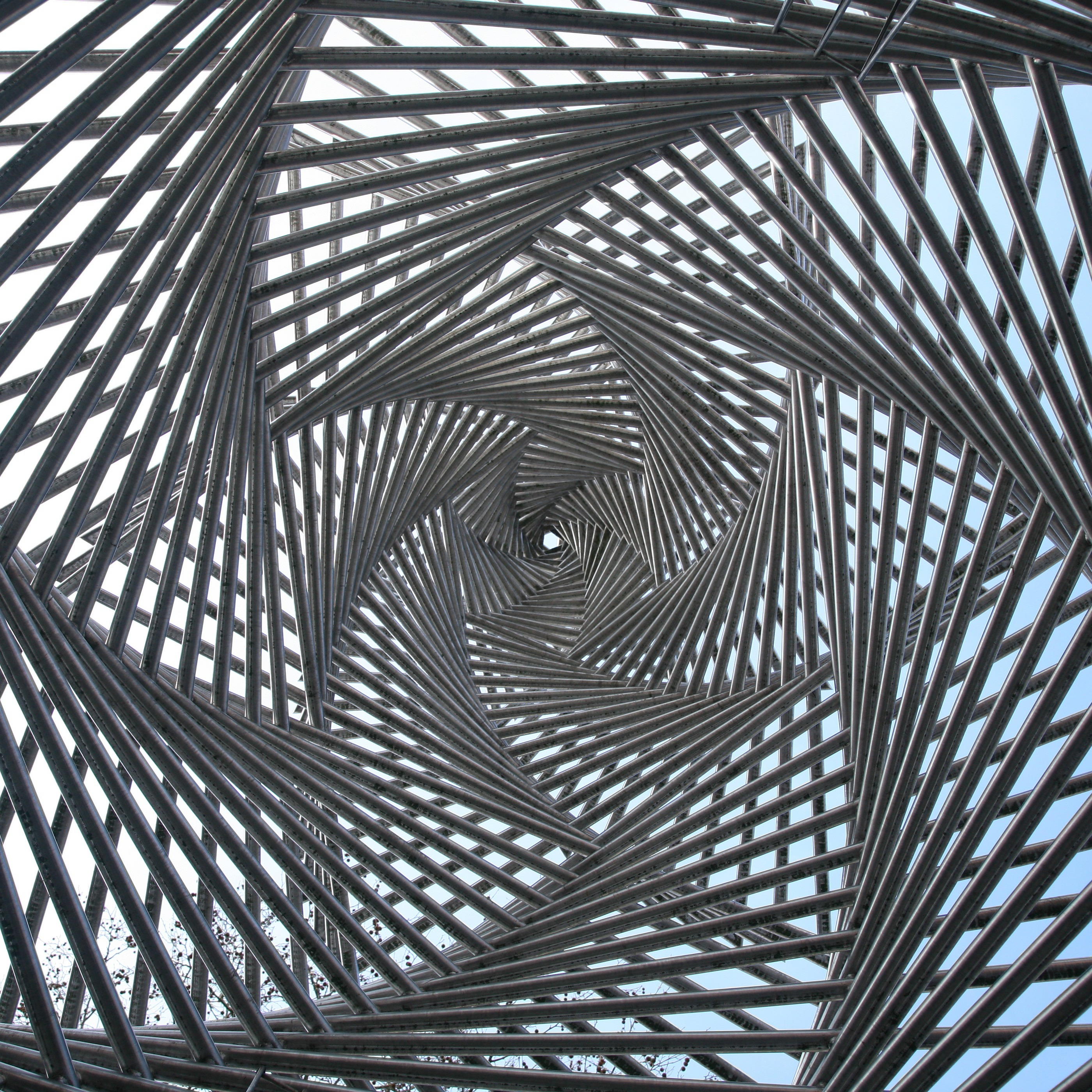
Scultura nella piazza della Sinagoga
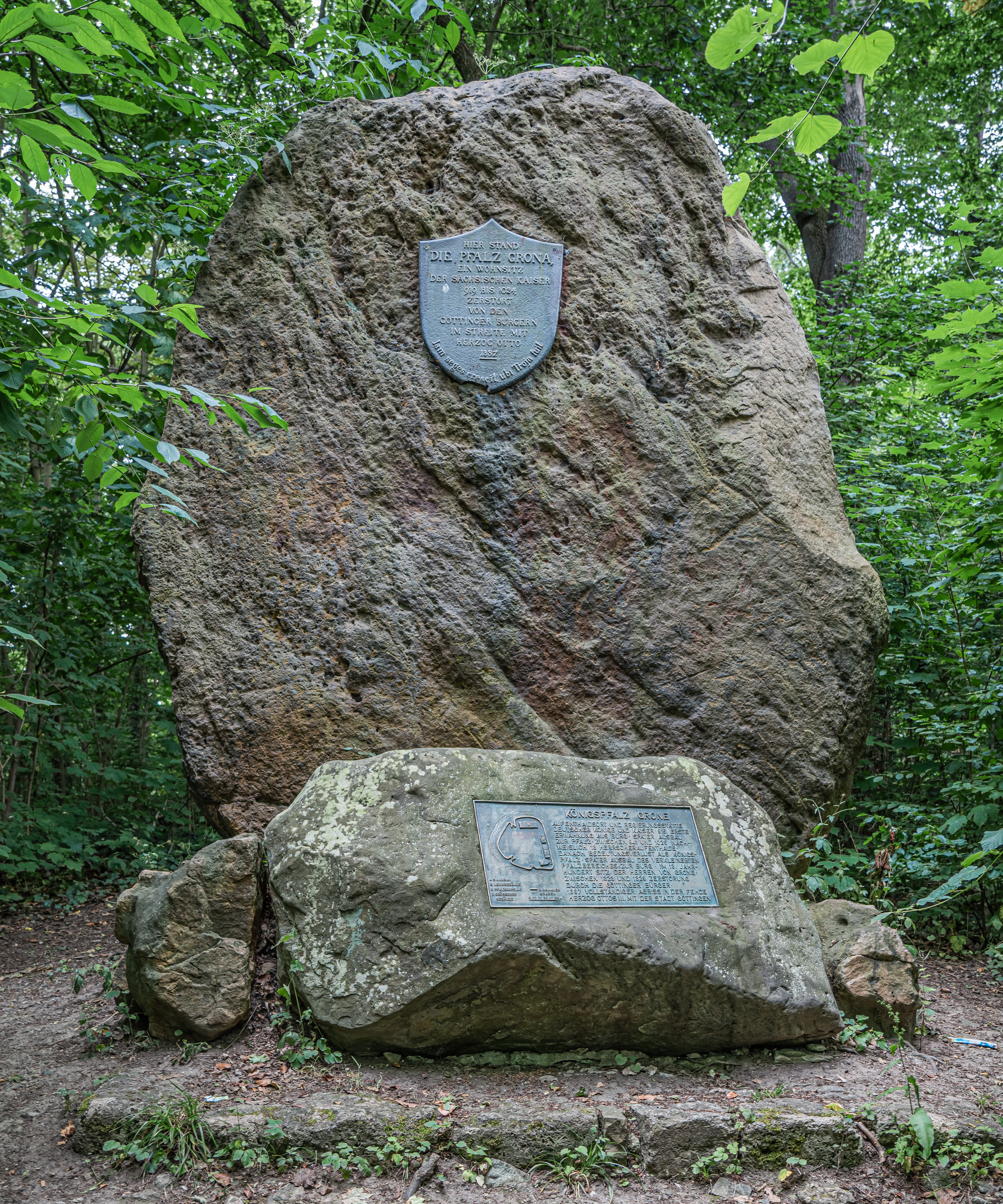
Pfalz Grona
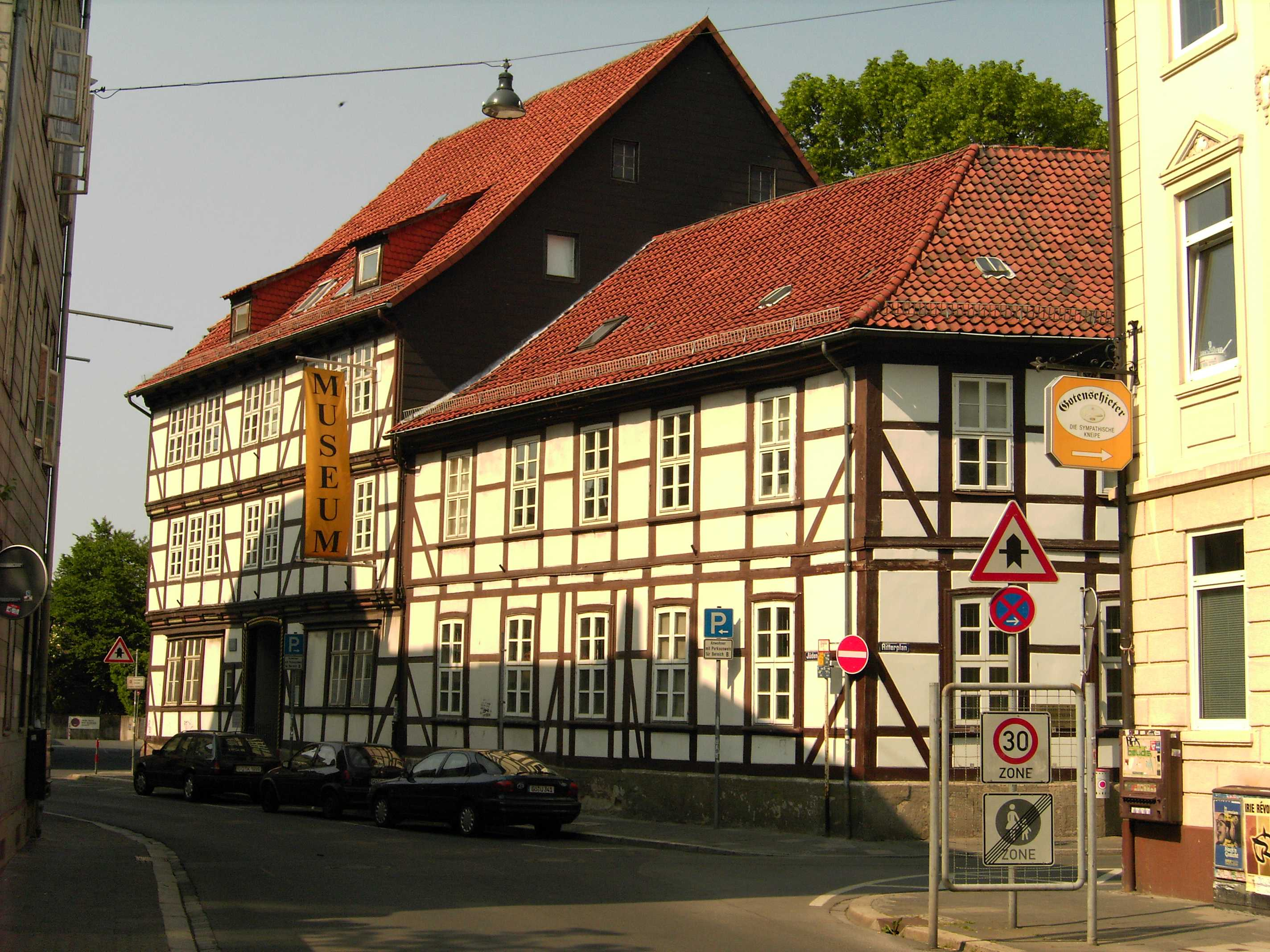
Museo cittadino
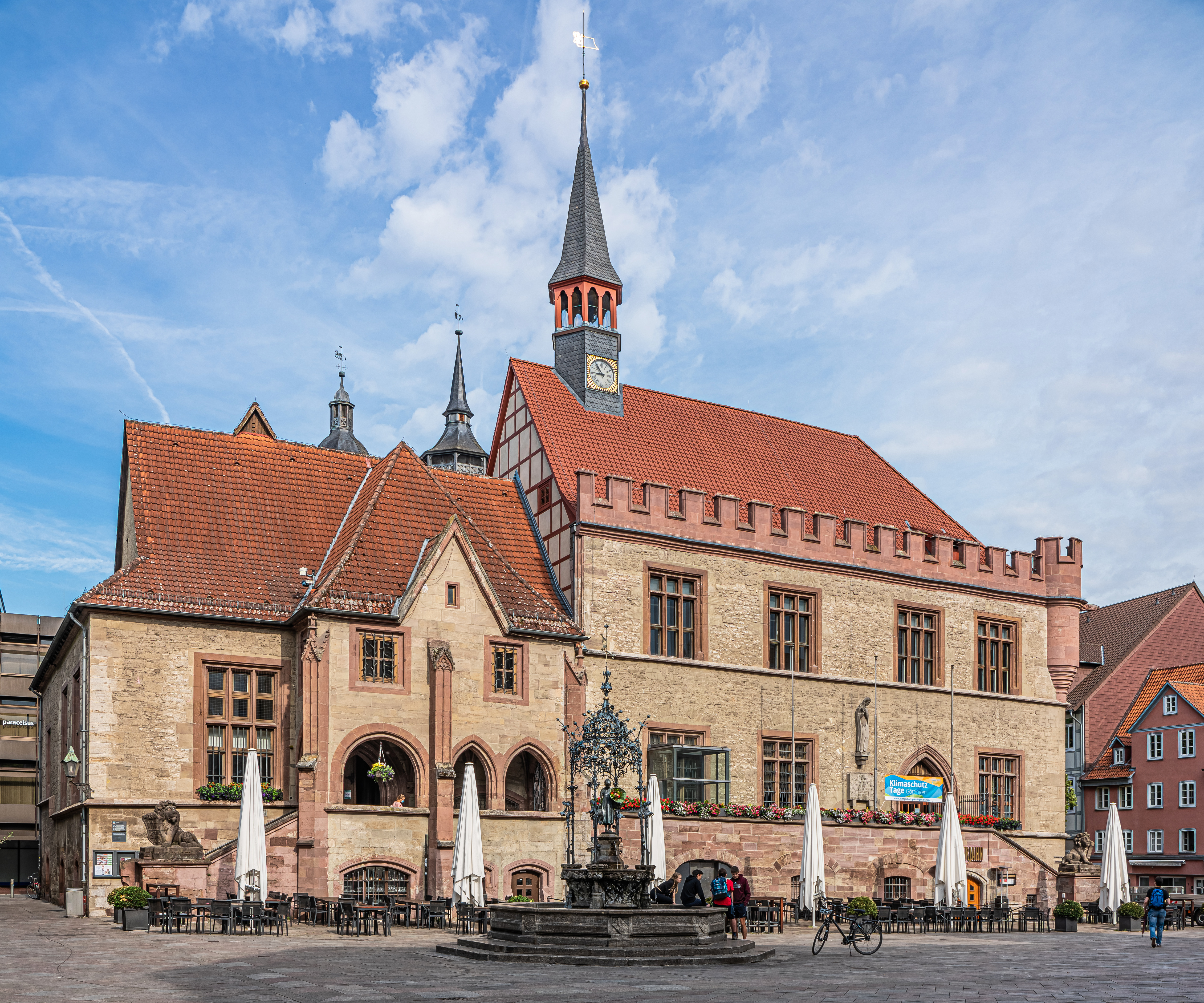
Il Vecchio Municipio
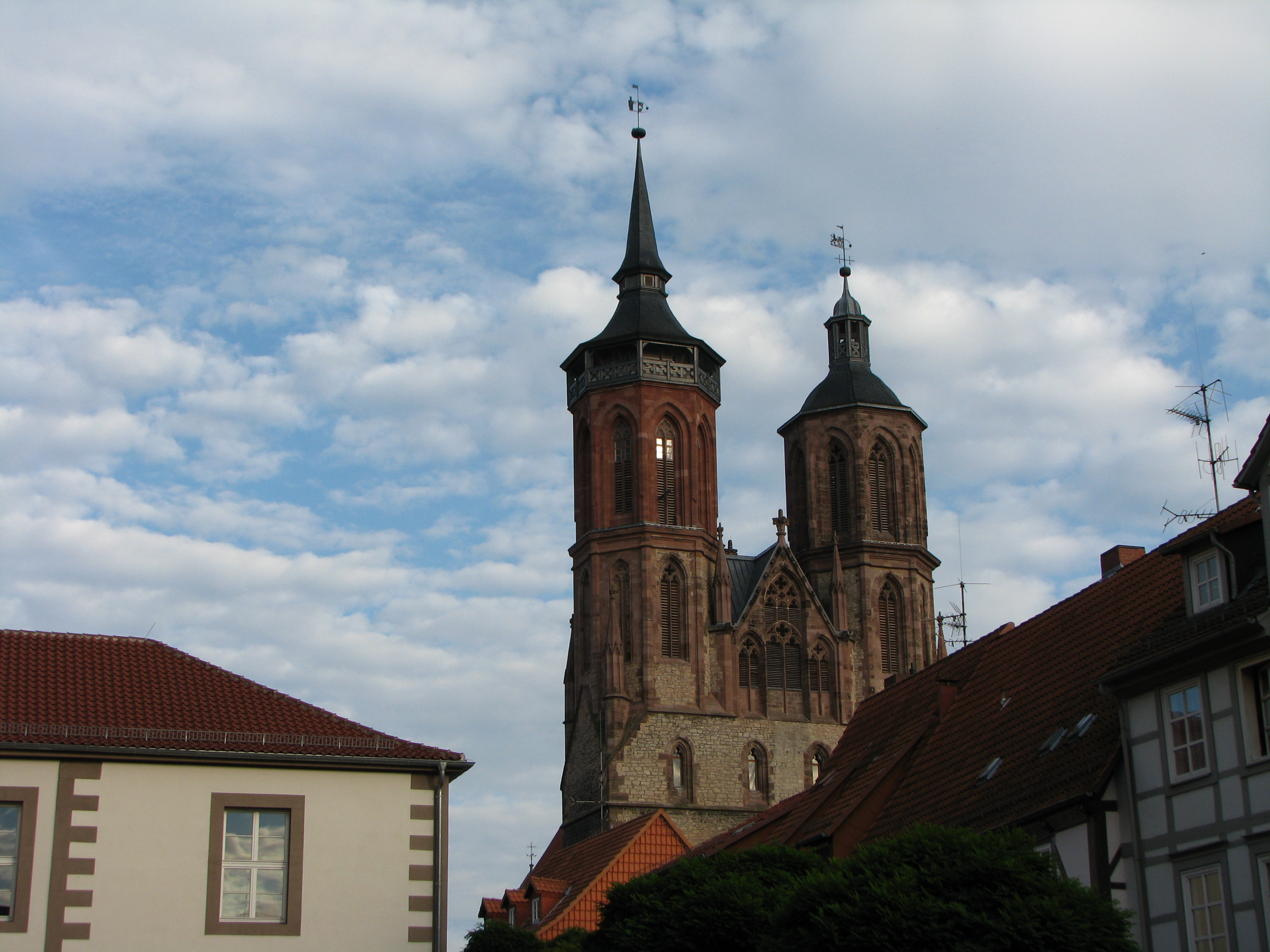
La chiesa di San Giorgio